# Aliestesia
La aliestesia es un fenómeno por el cual se pasa de experimentar una sensación agradable (sabor agradable) al ingerir una primera cantidad de alimento o substancia, a tener una sensación desagradable al llegar a ingerir una cantidad determinada de esta misma. Tarda un tiempo en desarrollarse ya que evoluciona a medida que el individuo va ingiriendo y se debe principalmente a la saciedad de los receptores del estómago.